# Rechabieten
De Rechabieten  vormden binnen het oude Israël een groep, die bewust koos voor een nomadische leefwijze.
Ze gehoorzaamden daarmee aan de opdracht van hun voorvader Rechab, die het wonen in huizen en het verzorgen van akkers en wijngaarden bewust afwees. Ze trokken rond als herders met hun kudden en woonden in tenten.  Door hun eenvoudige, nomadische leefwijze wilden ze de verleidingen voorkomen, die ze zagen in de hen omringende cultuur.
Bijzonder was, dat ze het gebruik van alcohol afwezen en beslist weigerden wijn te drinken. Toen ze tijdens de inval van de Babyloniërs in Palestina gedwongen waren tijdelijk hun toevlucht te zoeken in de stad Jeruzalem, riep de profeet Jeremia hen bij elkaar en bood hen wijn aan, maar eensgezind weigerden ze dat, daarbij verwijzend naar hun familietraditie. Jeremia stelde de trouwe gehoorzaamheid van de Rechabieten ten voorbeeld aan  trouweloze zorgeloosheid van de inwoners van Jeruzalem.
In de vierde eeuw komt de naam Rechabieten voor bij de kerkhistoricus Eusebius, die daarmee een stroming aangeeft binnen de kerk, verwant aan de Nazoreeërs.
In de negentiende eeuw wordt de naam gebruikt door christelijke groepen die pleiten voor onthouding van alcohol. Een voorbeeld daarvan is de Independent Order of Rechabites, ook bekend als de Sons and Daughters of Rechab , in Engeland opgericht in 1835.